# Cruiser Tank Mk II
Der Panzer Cruiser, Mk II (A10) war ein in den 1930er Jahren für die British Army entwickelter Kampfpanzer, der in der Anfangsphase des Zweiten Weltkriegs zum Einsatz kam. Er wurde parallel zum Cruiser Mk I (A9) entwickelt und sollte eine schwerere Infanteriepanzer-Version dieses Typs sein. In der Praxis war er nicht geeignet für diese Rolle. Er wurde deswegen als „schwerer Cruiser Tank-Kreuzer-Panzerkampfwagen“ eingestuft.

## Entwicklungsgeschichte
Der A10 wurde von Sir John Carden von Vickers ab 1934 durch die Anpassung seines A9-Designs entwickelt. Die A10-Spezifikation forderte eine Panzerung von bis zu 1 Zoll (25 mm; der A9 hatte 14 mm Panzerung (0,55 Zoll)), eine Geschwindigkeit von 10 mph (16 km/h)) war akzeptabel. Auf die beiden MG-Türme aus dem A9 wurde verzichtet, um Gewicht zu sparen. Die zusätzliche Panzerung wurde auf der Vorderseite und an den Seiten der Wanne angenietet, wie auch auf allen Seiten des Turms, was dem Panzer an diesen Stellen etwa die doppelte Panzerung des A9 gab. Der A10 war zwei Tonnen schwerer als der A9, aber es wurde der gleiche 150-PS-Motor verwendet. Daraus resultierte eine Reduzierung der Höchstgeschwindigkeit von 25 Meilen pro Stunde (40 km/h) auf 16 Meilen pro Stunde (26 km/h).
Die Hauptbewaffnung bestand wie beim A9 aus der QF-2-Pfünder-Panzerkanone mit einem Kaliber von 40 mm. Als Sekundärbewaffnung wurde ein 0,303-Maschinengewehr von Vickers im Turm geführt. Für die Serienversion wurde zusätzlich ein 7,92-mm-BESA-Maschinengewehr im Rumpf rechts vom Fahrerplatz montiert. Damit wurde dem Panzer zusätzliche Feuerkraft verliehen, aber auf Kosten der Einfachheit – die MGs von Vickers und die BESA verwendeten unterschiedliche Munition. Der Panzer war für eine Besatzung von fünf Mann vorgesehen (Kommandant, Richtschütze, Ladeschütze, Fahrer und Rumpf-MG-Schütze), es gab keine Trennung zwischen der Fahrerkabine und dem Kampfraum.
Der Prototyp („Tank, Experimental A10E1“) wurde im Jahr 1936, ein paar Monate nach dem Prototyp des A9 fertiggestellt. Carden hatte bei einem Flugzeugabsturz im Jahre 1935 sein Leben verloren und die Entwicklung war langsamer als erwartet verlaufen. Im Jahr 1937 wurde die geplante Verwendung des A10 als Infanterie-Unterstützungspanzer fallengelassen, aber im Jahr 1938 wurde beschlossen, ihn als „schweren Cruiser“ zu produzieren.
Der A10 wurde unter folgenden Bezeichnungen in der British Army geführt – zunächst „Tank, Cruiser, Heavy Mk I“, dann als „Tank, Cruiser A10 Mk I“ und schließlich „Tank, Cruiser Mk II“. Die Fahrzeuge wurden im Juli 1938 bestellt. Die Gesamtproduktion betrug 175 Fahrzeuge, darunter die 30 CS-Versionen (Close Support, bewaffnet mit einer 94-mm-Haubitze). Gemäß der ersten Bestellung über 100 Fahrzeuge wurden 45 Panzer von der Birmingham Railway Carriage and Wagon Company produziert, 45 von Metropolitan Cammell und 10 von Vickers.
Ende 1939 wurde ein weiterer Auftrag an die Birmingham Railway Carriage and Wagon Company erteilt, diesmal über 75 Fahrzeuge. Im Dezember 1939 in Dienst gestellt, waren diese Modelle eine Art Kuriosität – es war vorgesehen, bei ihnen Geschwindigkeit für zusätzliche Panzerung zu opfern und sie wie Infanteriepanzer einzusetzen. Jedoch verfügten sie über eine weiterhin relativ schwache Panzerung, was sie für die Rolle wenig effektiv machte.
Die Produktion lief im September 1940 aus, nachdem man entschieden hatte, für die Kreuzerpanzer zukünftig nur noch auf das Christie-Laufwerk zu setzen, wofür mit dem Cruiser Mk III (A13 Mk I) bereits ein entsprechendes Nachfolgemodell bereitstand. Das Fahrgestell des Mk II wurde mit verstärkter Panzerung auch im Infanteriepanzer „Valentine“ verwendet, der bis 1944 produziert wurde.

## Einsatzgeschichte
Die Cruiser Mk II wurden 1940 in Frankreich und noch 1941 vor Tobruk eingesetzt. 60 Panzer wurden vom 3rd Royal Tank Regiment in Griechenland eingesetzt. Die Panzer konnten sich gegen die deutschen Modelle gut behaupten, waren aber anfällig für mechanische Störungen, inklusive Kettenverlust, die für 90 % der Ausfälle verantwortlich waren.
Die Wehrmacht erbeutete einige Fahrzeuge und führte sie in der Loseblattsammlung Kennblätter fremden Geräts unter der Bezeichnung Kreuzer-Panzerkampfwagen Mk II 742 (e).

## Varianten

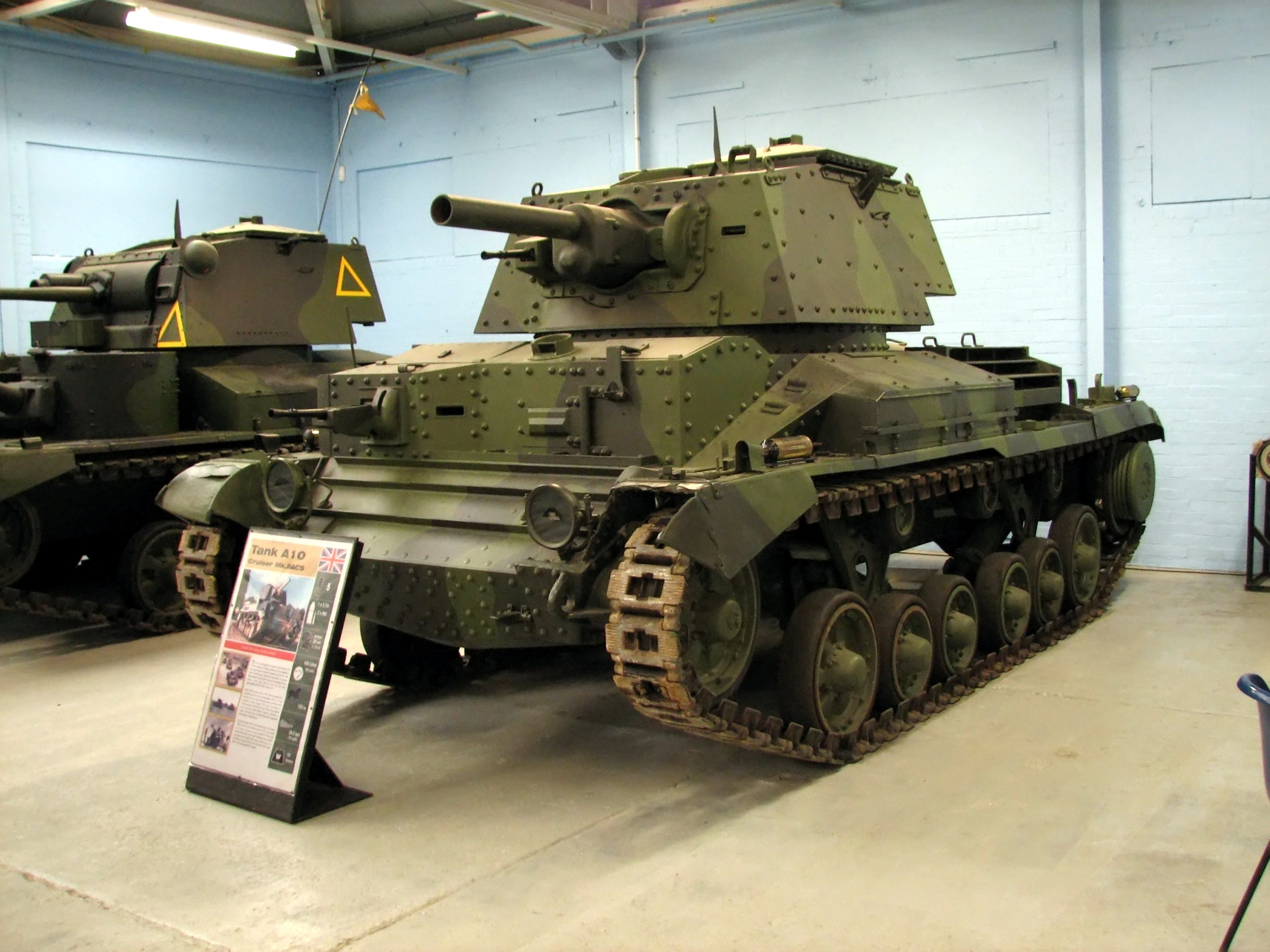
Cruiser Tank Mk IIA CS im Panzermuseum Bovington

### Tank, Cruiser, Mk II (A10 Mk I)
Als Schwerer Kreuzerpanzer eingestuft, wurden 31 Fahrzeuge mit der 1st Armoured Division nach Frankreich geschickt, bewährten sich dort jedoch nicht. Bis Ende 1941 wurde dieser Typ auch in Nordafrika eingesetzt.

### Tank, Cruiser, Mk IIA (A10 Mk IA)
Das koaxiale Vickers-MG wurde durch ein BESA-MG ersetzt.

### Tank, Cruiser, Mk IIA CS (A10 Mk IA CS)
Diese Version verfügte im Turm über eine Haubitze vom Kaliber 94 mm (3.7 inches) anstelle der Zweipfünder-Kanone. Die standardmäßige Munitionsbeladung bestand aus 40 Rauchgranaten und einigen Explosivgeschossen, da diese Variante vor allem dafür gedacht war, der eigenen Infanterie bei Angriffen und Rückzügen Sichtschutz durch künstlichen Nebel zu gewähren. Das „CS“ in der Typenbezeichnung stand für Close Support (Nahunterstützung). Die Waffe war von einer Feldhaubitze aus dem Ersten Weltkrieg abgeleitet, der QF 3.7-inch mountain howitzer.